# ISO 7010

ISO 7010은 비상구를 나타내는 것을 포함하여 위험 및 안전 표지판의 그래픽 위험 기호에 대한 국제 표준화 기구 기술 표준이다. 이는 이러한 기호에 대해 ISO 3864에 명시된 색상과 원칙을 사용하며 "이해를 돕기 위해 단어 사용에 최대한 의존하지 않는 안전 정보"를 제공하기 위한 것이다.
이 표준은 2003년 10월에 발표되었으며, ISO 3864:1984에서 분리되어 안전 표지판의 디자인 표준과 색상을 명시하고 ISO 6309:1987, 화재 방지 - 안전 표지판을 병합하여 안전 기호에 대한 독특하고 뚜렷한 표준을 만들었다.
2022년 9월 현재 최신 버전은 ISO 7010:2019이며, 7개의 수정 사항이 게시되었다. 이 개정판은 ISO 20712-1:2008을 취소하고 대체하여 여기에 지정된 수상 안전 표지판과 해변 안전 깃발을 통합했다.

## 같이 보기
- GHS 그림문자